# Cerro Paine Grande
Il Cerro Paine Grande   è una montagna alta 2 845  metri sul livello del mare, e appartiene alla Cordigliera del Paine nella Patagonia del Cile. Fa parte del comune di Torres del Paine e si trova nel del Parco Nazionale Torres del Paine. È la vetta più alta della catena e per molto tempo si è stimata la sua altitudine a 3 050 m. o 3 251  m (10.007 o 10.666 piedi), ma nell'agosto 2011 è stato scalato per la terza volta, misurato tramite GPS e risultò alto 2 884  m (9.462 piedi).  Il gruppo montuoso è famoso per le sue tre torri, le Torres del Paine (Torri di Paine): la Torre Sud, la Centrale e la Nord.

## Geografia
Situato nel Parco Nazionale Torres del Paine, nel sud-ovest del massiccio, il Cerro Paine Grande ha quattro cime: Cumbre Principal 2 845 m., Punta Bariloche 2 600 m., Cumbre Central 2 730 m. e Cumbre Norte 2 750 m. La vetta è perennemente coperta di neve e ghiaccio. Il Cerro Paine Grande è noto per le sue condizioni climatiche estreme e per la sua difficoltà di scalata, rendendolo una meta ambita per alpinisti esperti. 

## Alpinismo
Il Cerro Paine Grande è stato scalato cinque volte: nel 1957, nel 2000, nel 2011, nel 2016 e nel 2018. Tutte le ascensioni sono state effettuate accedendo all'altopiano glaciale superiore da ovest.Il primo tentativo avvenne all'inizio del 1954 e si concluse in tragedia quando Herbert Schmoll e Toncek Pangerc, membri della seconda spedizione del Club Andino Bariloche nella zona, furono travolti da una valanga. Nel novembre del 1954, Otto Meiling, che aveva preso parte alla tragica spedizione, tornò, questa volta con Augusto Vallmitjana. Esplorarono la parete ovest dove trovarono una linea per accedere all'altopiano glaciale superiore, evitando la pericolosa linea dove Schmoll e Pangerc erano rimasti uccisi. All'inizio del 1955, una spedizione cilena, armata degli appunti di Meiling, riuscì a raggiungere l'altopiano glaciale da ovest e Ludwig Krahl, Sergio Kunstermann, Ernesto Payá e Ricardo Vivanco scalarono le cime centrale e meridionale. Facevano parte di una squadra di undici persone. Battezzarono la cima meridionale Punta Bariloche, in onore di Pangerc e Schmoll. Nella primavera del 1957, il Club Andino Bariloche organizzò una quarta spedizione ma solamente il 12 dicembre una spedizione italiana composta da Jean Bich, Leonardo Carrel, Toni Gobbi, Camillo Pelissier e Pierino Pession completò la prima salita. Facevano parte di una spedizione di 16 persone.
Negli anni '90, il cileno Rodrigo Traub effettuò diversi tentativi, riuscendo a raggiungere l'altopiano superiore attraverso la linea dove persero la vita Pangerec e Schmoll. Alla fine degli anni '90, Traub, con André Labarca e Claudio Retamal, effettuò un tentativo invernale da ovest. Raggiunsero la piramide sommitale e superarono un tiro di corda superando la crepaccia terminale prima di ritirarsi.  Nell'ottobre del 2000, Rolando Garibotti e Bruno Sourzac completarono la seconda salita. La terza salita invernale fu effettuata nell'agosto del 2011: María Paz Ibarra e Camilo Rada salirono la vetta e compirono la prima invernale. La quarta salita è stata effettuata dai cileni Nicolás Gutierrez, Cristobal e Diego Señoret nel maggio 2016. Nel giugno 2018, Max Didier e Cristobal Señoret (CL) hanno scalato una nuova via sulla parete sud-ovest della piramide sommitale, effettuando la quinta salita della vetta.